# Revoluția de la 1848 în Germania

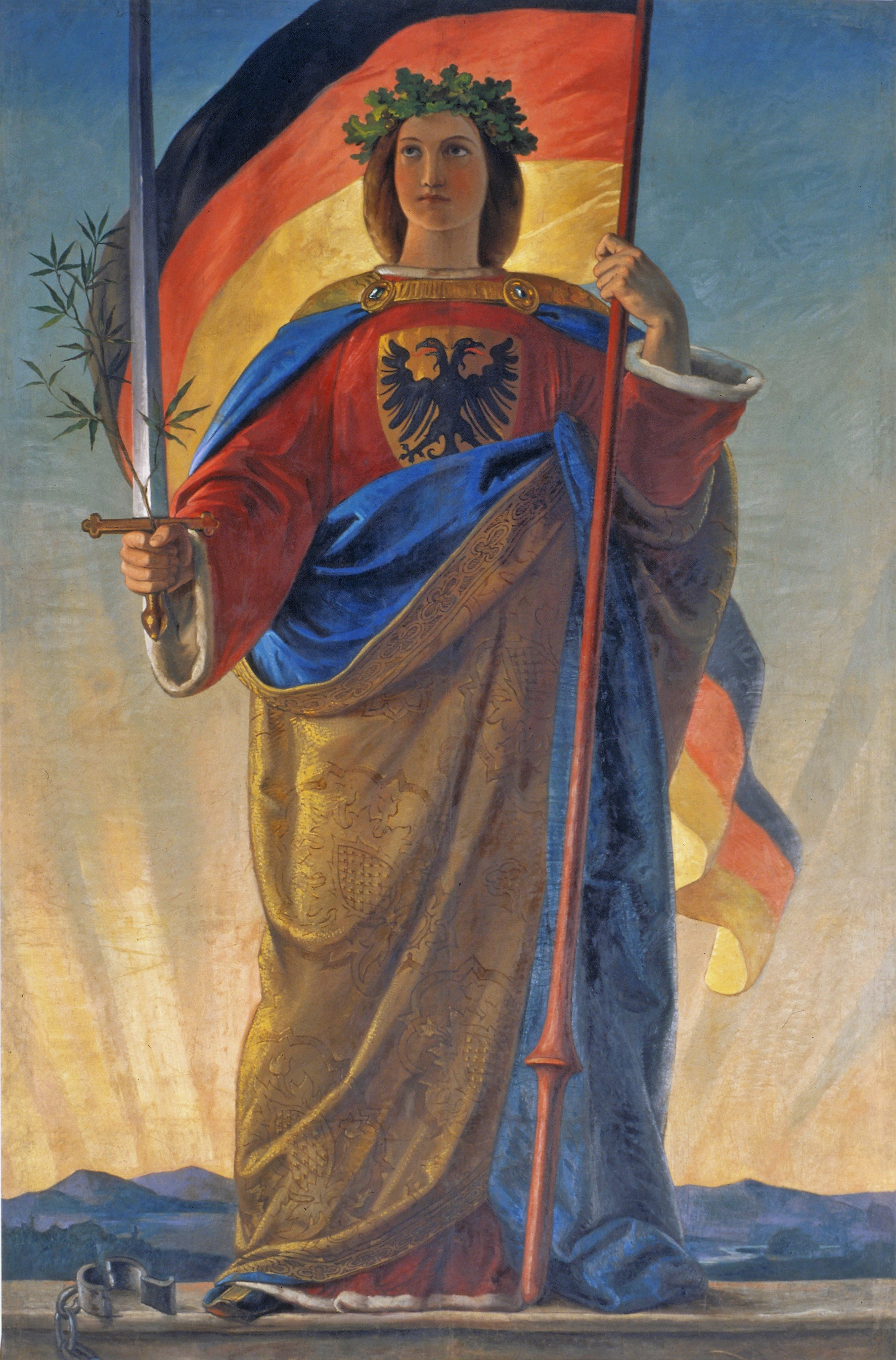
Germania de Philipp Veit

Revoluția de la 1848 în Germania, cunoscută și ca Märzrevolution (revoluția din martie), s-a desfășurat pe teritoriul Confederației Germane din primăvara anului 1848 până în vara târzie a anului 1849 în contextul mișcării revoluționare de la 1848.
Revoluția din 1848-1849 în Germania a fost parte a revoluțiilor europene din acel an, care au avut ca scop schimbarea regimurilor politice și sociale conservatoare. În Germania, revoluția a fost inițiată de cererile pentru unificarea țării sub forma unui stat național german și pentru reforme democratice. Această perioadă a cunoscut o serie de revolte și demonstrații, dar, în cele din urmă, mișcarea revoluționară a fost înăbușită de forțele conservatoare. Revoluția din 1848-1849 a avut totuși un impact semnificativ, contribuind la schimbări politice și constituind un pas important către unificarea Germaniei sub conducerea prusacă.